# 塔斯曼海

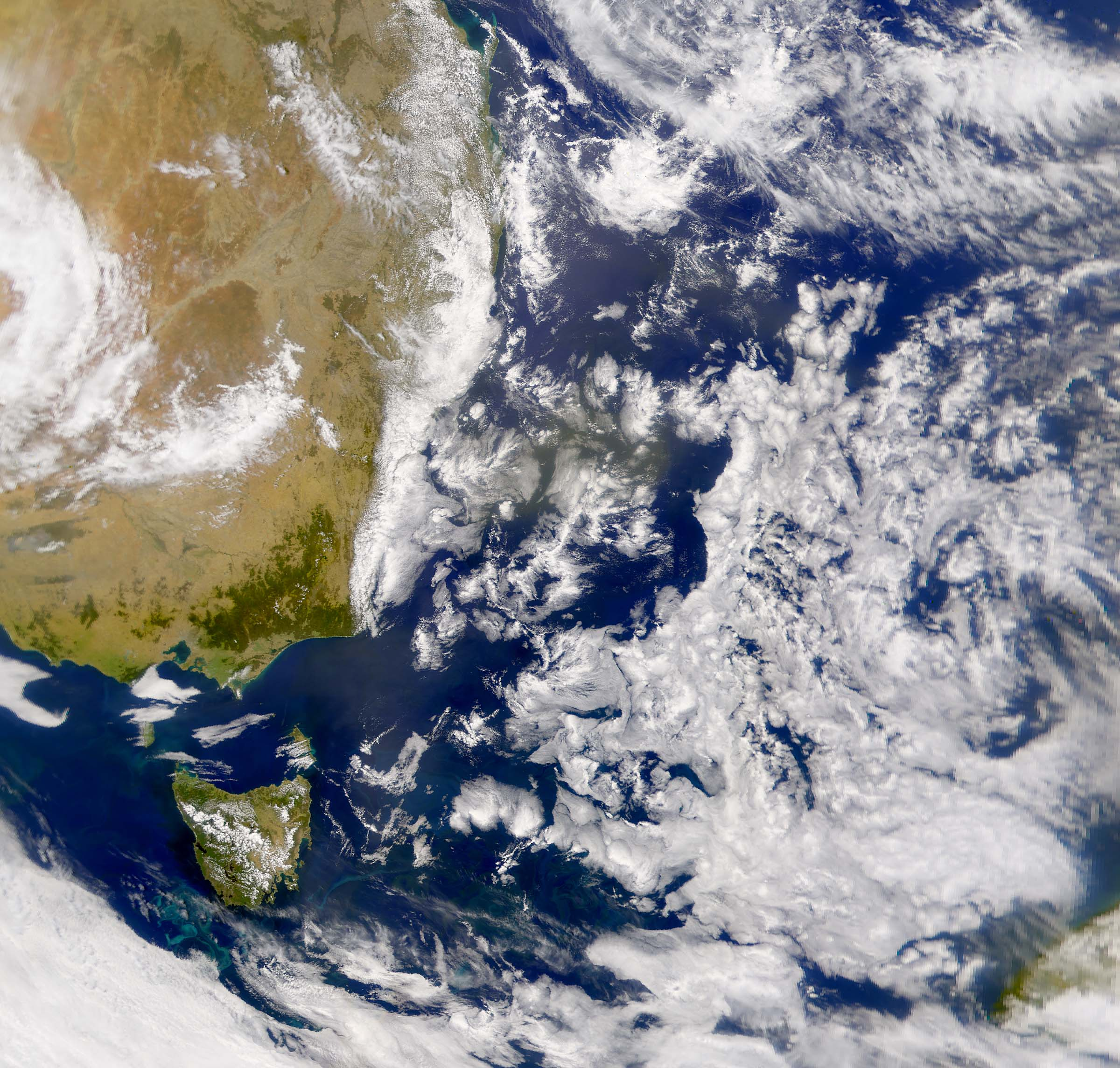
塔斯曼海卫星影像。

塔斯曼海（英語：Tasman Sea）是澳大利亚与新西兰之间的一个宽约2,000（1,100海里）的陆缘海，是南太平洋的一部分。塔斯曼海是以第一个发现纽西兰和塔斯曼尼亚的欧洲人荷兰探险家亚伯·塔斯曼的名字命名，英国探险家詹姆斯·库克其后在1770年代進行了三次探險航行，广泛地探索了塔斯曼海。
塔斯曼海被国际海道测量组织认定为澳洲东岸南段的新南威尔士州、维多利亚州和塔斯曼尼亚州以东与新西兰南北岛西岸之间的海域，向北与珊瑚海相邻，向南与南冰洋相邻。新南威尔士州与北面昆士兰州的界线也被延伸用作塔斯曼海和珊瑚海之间的水域界线。

## 氣候
南面的海域由西向東經過低氣壓。這些西風的北限接近南纬40度线。在南部的冬季，從4月到10月，這些西風的北部支流會改變方向朝北，並與信風相對。因此，在這段期間，海面會經常接收到來自西南方的風。在澳洲的夏季 (11月至3月)，信風的南部支流會與西風相向而行，並在該地區產生更多的風活動。

## 地理環境
塔斯曼海寬2,250 km（1,400 mi），面積2,300,000 km2（890,000 sq mi）。海洋的最大深度為5,943米（19,498英尺）。海的底部由球狀軟泥 (globigerina ooze)組成。新喀里多尼亚南部有一小片翼足目动物軟泥区，在南纬30度线以南的范围内，可发现矽質軟泥。

## 洋流
東澳洋流 (East Australian Current) 在靠近澳洲東岸的珊瑚海熱帶開始向南流動，是西南太平洋最有活力的環流特徵，也是熱量從熱帶輸送到澳洲與紐西蘭之間中緯度的主要途徑。:{{{1}}} 東澳洋流是向西流動的太平洋赤道洋流 (太平洋南赤道洋流) 的回流。在塔斯曼海和珊瑚海的交界處，當東澳洋流在塔斯曼海西部繼續向南流時，有一條分支向東流，稱為塔斯曼前線 (Tasman Front)，流向紐西蘭北部，大部分在紐西蘭上方繼續向東流入南太平洋。

## 動植物生物
一艘深海研究船RV Tangaroa在海中探索，發現了500種魚類和1300種無脊椎動物。研究人員也發現了已滅絕的鯊魚 - 巨齒鯊的牙齒。

## 外部鏈接
- 追蹤塔斯曼海的隱藏潮汐 （页面存档备份，存于） - 施密特海洋研究所（英语：Schmidt Ocean Institute）